# Bärbel Bohley
 (février 2013).
Si vous disposez d'ouvrages ou d'articles de référence ou si vous connaissez des sites web de qualité traitant du thème abordé ici, merci de compléter l'article en donnant les références utiles à sa vérifiabilité et en les liant à la section « Notes et références ».
Bärbel Bohley (Berlin, 24 mai 1945 - Strasburg (Uckermark), 11 septembre 2010) est une artiste peintre allemande et une figure de l'opposition est-allemande-RDA.

## Biographie
En 1983, Barbel Bohley fut expulsée de la fédération des artistes de RDA (VBK) et a été interdite de voyage à l'étranger ou d'exposer son travail en Allemagne de l'Est. Elle a été également accusée d'avoir eu des contacts en Allemagne de l'Ouest avec Les Verts.
En 1985, elle fut l'une des cofondateurs de l'Initiative pour la paix et les droits de l'homme.
En 1988, arrêtée lors d'une manifestation, elle finit par recevoir un visa de six mois au Royaume-Uni. Plus tard, elle retourna en Allemagne. En 1989, elle a été l'une des fondatrices du Neues Forum, mouvement de citoyens réclamant des réformes démocratiques, et signataire de l'appel Le temps est venu pour un changement social fondamental en RDA.
Après l'unification de l'Allemagne en 1990, elle participa à la campagne « Mon dossier de la Stasi m'appartient », en référence aux archives de la Stasi (service de police politique, de renseignements, d'espionnage et de contre-espionnage du régime communiste de la République démocratique allemande créé le 8 février 1950).
Elle fut ensuite poursuivie par la justice parce qu'elle avait dénoncé publiquement Gregor Gysi comme étant un informateur de la Stasi, ce qui lui a coûté plusieurs jours de prison parce qu'elle a refusé de se rétracter ou de payer une amende.
Plus tard, elle créa un projet de groupe d'entraide près de Sarajevo, où elle avait mis beaucoup d'efforts dans sa construction afin de permettre aux réfugiés d'avoir des logements une fois de retour après les conflits armés en Bosnie-Herzégovine.
Bärbel Bohley est morte le 11 septembre 2010 d'un cancer du poumon. Elle est enterrée au cimetière de Dorotheenstadt de Berlin.